# 蒂霍梅利
49°57′48″N 26°15′26″E / 49.96333°N 26.25722°E
蒂霍梅利（羅馬化：Tykhomel）是烏克蘭的村落，位於該國西部赫梅利尼茨基州，由舍佩蒂夫卡區負責管轄，處於戈倫河畔，面積0.074平方公里，海拔高度251米，2001年人口272。